# Stay (Maurice Williams y Covers)
«Stay» (Quédate, en español) es una canción grabada por Maurice Williams & the Zodiacs, escrita por Williams en 1953, cuando tenía 15 años de edad.
En 1960, tocaron la canción en una demostración por Williams y su banda, The Zodiacs, pero no atrajo interés hasta que un niño de diez años de edad la escuchó e impresionó a los miembros de la banda con su reacción positiva a la melodía.
Al Silvers de Herald Records se interesó, pero insistió en que la canción se volviese a grabar porque los niveles de los registros del demo eran demasiado bajos. También dijo que una línea: "Vamos a tener otro humo" tendría que ser removido para que la canción sonara en la radio comercial. Después de que el grupo grabara la canción de nuevo, fue lanzado por Herald Records y fue recogido por CKLW. Entró en el Billboard Hot 100 de Estados Unidos el 9 de octubre de 1960 y alcanzó el puesto número uno el 21 de noviembre de 1960. Fue desalojado de una semana después por Elvis Presley '"Are You Lonesome Tonight?" (¿Te sientes solitaria esta noche?).
La grabación original de "Stay" sigue siendo el sencillo más corto en llegar a la cima de las listas musicales estadounidenses, siendo sólo 1 minuto y 37 segundos. En 1990, había vendido más de 8 millones de copias.[cita requerida]
Recibió un nuevo impulso de popularidad después de aparecer en la banda sonora de Dirty Dancing.

## Versiones
-The Hollies: En agosto de 1963 la canción fue lanzada por Hollies, que lo llevó al número ocho en el UK Singles Chart.
-The Four Seasons: En 1964 Four Seasons interpretó la canción, cuya versión alcanzó el puesto número 16 en el Vee Jay EE. UU. Originalmente este último apareció como el lado B de "Peanuts" en enero, pero cuando los disc jockeys comenzaron a poner el sencillo "Stay" en el aire, la compañía discográfica los sustituyó con "Stay" en el lado A y "Goodnight My Love" (Buenas noches mi amor) como el nuevo lado B.
-The Virginia Wolves: También realizaron la canción en 1966.
-El cantante y compositor Andrew Gold grabó una versión de "Stay" en su álbum de 1976.
-Jackson Browne: Una versión de la canción con letra revisada es la última pista del álbum de Jackson Browne de 1977 "Running On Empty" (corriendo cansado). Incluye contribuciones de David Lindley y de Butler. Fue lanzado como sencillo y alcanzó el número veinte en los EE. UU.
-A mediados de los 80 David Marx & Tracy Spencer hicieron una versión dance que es un clásico de la época.
-Cyndi Lauper: "Stay" fue el tercer y último sencillo de Cyndi Lauper de su álbum de 2003 At Last. Era una promoción individual, liberada sólo en EE. UU. y Australia. El video que acompaña rara vez se ve pero está comercialmente disponible como una característica especial en el DVD Live At Last.
-Georg Danzer: En 1980 el cantante austriaco Georg Danzer escribió un texto en lengua alemana de Load Out / Stay de Jackson Browne. Fue interpretada en vivo en el álbum Direkt como Roadie Song.
-Dreamhouse: El grupo británico de reggae Dreamhouse dio a conocer una versión de salón de baile de la canción en 1998.
-Juan Jose Gonzalez Mendoza: En 2015 el cantante argentino Juan Jose Gonzalez Mendoza ,Canto la misma canción en 2015 En su primer álbum "clasicos de los 60s".
-Jorge Drexler (cara b)
Versiones:
- The Hollies
- The Four Seasons
- The Virginia Wolves
- Andrew Gold
- Jackson Browne
- Cyndi Lauper
- Georg Danzer
- Dreamhouse
- Juan Jose Gonzalez Mendoza